# キュートン
キュートン（kyuton）は、2002年7月に吉本興業所属の芸人で結成された、5名構成のお笑いユニット。また、ゴージャス村上が演出する同メンバーによるお笑いライブ。

## メンバー
- 椿鬼奴[1]
- キートン
- 坂本雅仁（元・アホマイルド） - 2015年コンビ解散、キュートンの活動は継続。
- 高橋邦彦（元・アホマイルド） - 同上
- しんじ

## 元メンバー
- はいじぃ - ピン芸人。ユニット名の名付け親である。
- ハンバーグ - 椿鬼奴が、かつて組んでいたコンビ「金星ゴールドスターズ」の相方。キュートンとしての活動は2回のみ。
- 男子丼 - キュートンとしての活動は2回のみ。

## その他のメンバー
- くまだまさし - 2022年12月末をもってキュートンとしての活動休止を発表。2023年に公開された日清カレーメシのCMには出演している。
- ハブ（元・Bコース） - 実質上のサブメンバー。
- ゴージャス村上 - 構成作家/東京エレファント所属

## 来歴
- 2002年7月 キートンをリーダーとし、9名で結成。
- その後、寿卒業（2組）など変遷を経て2004年頃、現在のメンバーとなる。
- 2009年1月7日、あらびき団にユニットしてTV初出演。前衛的なパフォーマンスで、単独ライブのチケットが即日完売した。
- 2022年12月末、くまだまさしがピン芸人の活動に専念するため、キュートンとしての活動を当面休止することを発表する[2]。ただし、翌2023年に公開された日清カレーメシのCMには、くまだも一時的に復帰して出演している[3]。

## その他
- （英）タナカへの加入を打診するも、稽古嫌いだったタナカに断られたことがある。
- ライブで見せる芸はテレビでは見られないきわどいネタが満載である。下ネタも多いが、高橋曰く「メンバーは一度もフリチンになったことはない。キュートンが誇れるのはどの劇団よりも局部を隠す技術が高いことである」と自負している[4][要ページ番号]。
- 2010年に素人参加者によりオリジナルのポージング芸を競う「キュートン甲子園」が開催され、その模様は2010年7月13日の「夏休み直前 60分拡大SP」で放送された。
- 2011年7月にはフランス・パリにて行われたJapan Expoにも出演した。

## ポージング
キュートンのネタで最も人気の高い芸が、奇妙な設定の衣装や小道具（主に各メンバーの好きな武器）を身にまとい、音楽に乗せて様々なポーズや踊りを見せる前衛的なポージング芸である。「あらびき団」では「謎の前衛集団」と称され、度々このネタで出演している。

### メンバーのキャラ設定
- 椿鬼奴 - 三頭流
  - チャイナドレスを身にまとい、両手と口に刀を装備する。黄金騎士風の甲冑姿を見せることもある。
- キートン - バドガール
  - バドガール姿で、主に二丁拳銃装備。顔まで覆う全身タイツ姿の場合も有り。2023年に公開された日清カレーメシのCMではキャッツアイ風のスパイ服に巨大スプーンを装備していた。
- くまだまさし・坂本雅仁 - 相撲ブラザーズ
  - まわし姿で、くまだはミニ熊手を両手に持つかベアークローを装備、坂本は槍や棒などの長物を装備。2023年に公開された日清カレーメシのCMではくまだは空手着・坂本は全身緑のタイツをそれぞれ着用。
- 高橋邦彦 - SM将軍
  - 女王様チックなアイマスクとハイレグ水着を身に付け、バズーカ砲やアサルトライフルなどの携行火器を装備。右腕に精神力で撃つ銃やそのライバルの鉤爪を付ける場合も。2023年に公開された日清カレーメシのCMでは傘を装備していた。
- しんじ - メールを打ってる人
  - よれよれのTシャツとジーンズを着用し、手にノートパソコン（のちにタブレット端末の場合も）を持ってキーボードを叩いている。

### ポージング芸に使用されている楽曲
偶然なのか主にソニー系のアーティスト・楽曲が比較的多いが、「リライト」「ETERNAL WIND（以下略）」のようにアニメソングも用いることもある。
「あらびき団」放送分
- A Perfect Sky / BONNIE PINK
- STOP〜泣かないで / 7HOUSE
- リライト / ASIAN KUNG-FU GENERATION
- 絵画教室 / ASIAN KUNG-FU GENERATION
- 違う、そうじゃない / 鈴木雅之
- ESCAPE / MOON CHILD
- ETERNAL WIND〜ほほえみは光る風の中〜 / 森口博子
- ディスカバリー / FLYING KIDS
- traveling / 宇多田ヒカル
- Colors of the Heart / UVERworld
- You and I / BONNIE PINK
- Survivor / 東方神起
- Man & Woman / My Little Lover
- 刃 / THE BACK HORN
- NEW LOOK / 安室奈美恵
- シャングリラ / チャットモンチー
- DAYS / FLOW
- 夏にご用心 / 桜田淳子
- ぶっ生き返す!! / マキシマム ザ ホルモン

「キュートンDVD」収録分
- again / YUI
- 1/3の純情な感情 / SIAM SHADE

## 出演
- あらびき団（2009年1月7日、2月4日、2月25日、4月29日、6月3日、10月14日、2011年2月1日、TBSテレビ）
- 雨上がり決死隊べしゃりブリンッ!（2009年8月20日、TBSラジオ）
- やりすぎコージー（2009年6月22日、テレビ東京）
- リンカーン（2010年1月19日、TBSテレビ）
- ゴッドタン〜The God Tongue 神の舌〜（2010年6月16日、テレビ東京）
- ピラメキーノバカウケコドモ-1グランプリ(2011年4月、テレビ東京)
- 世界の果てまでイッテQ!（2011年12月4日、日本テレビ）
- 芸人ベストパフォーマンス2（2012年10月4日、TBSテレビ）

## DVD
- キュートンDVD（2010年3月3日発売、よしもとアール・アンド・シー）
- キュートン風呂（2010年7月14日発売、よしもとアール・アンド・シー）

## CM
- 日清カレーメシ 「カレーメシファミリー」篇（2023年）[3]